# Куринська (Апшеронський район)
Куринська — станиця в Апшеронському районі Краснодарського краю. Центр Куринського сільського поселення.
Населення 1903 осіб (2010).
Станиця розташована на річці Пшиш, при впаданні у неї лівої притоки Курка в гірськолісовій зоні, за 14 км на захід від міста Хадиженськ. Залізнична станція Куринський на залізниці Армавір — Туапсе.

## Історія
Куринська станиця заснована у 1864 році; в 1868 році перетворена на селище Хадиженськ (Куринка); з 1920 року — село Куринське; не пізніш 1938 року — станиця Куринська. Серед засновників станиці значну частину становили греки. Незважаючи на переїзд багатьох греків на історичну батьківщину й у міста краю, їхні нащадки й досі становлять до 10 % населення станиці.
У 1909 році в станиці була одна лавка. Того ж року почалося будівництво залізниці. Населення склало 325 осіб.
Початкова школа відкрилася в 1911 році.
Після Громадянської війни у Росії у 1921 році організована перша комсомольський осередок, відкрита хата-читальня. Першу машину жителі побачили в 1926 році.
За німецько-радянської війни у жовтні 1942 року було замордовано 17-річного Валентина Прусакова за участь у партизанському загоні імені Кірова. Його жорстоко катували, тупим ножем перепиляли йому горло, причепили табличку «Партизан» й виставили труп на огляд станиці.

## Уродженці
У станиці народився міністр спорту Росії — Віталій Мутко.